# Benjamin Sahler
Benjamin Sahler (* 1973 in Stuttgart) ist ein deutscher Regisseur und Theaterleiter.

## Leben
Benjamin Sahler studierte Betriebswirtschaftslehre in Hagen und Musiktheaterregie bei Götz Friedrich in Hamburg. Er war Spielleiter am Südostbayerischen Städtetheater Passau/Landshut, Regieassistent und Abendspielleiter am Anhaltischen Theater Dessau. Ab 2005 war Sahler künstlerischer Leiter der Mitteldeutschen Kammeroper in Wittenberg.
Er inszenierte zahlreiche Opern, Musicals und Schauspiel an mehreren Theatern.
Benjamin Sahler ist seit 2017 künstlerischer Leiter des Festspielhauses Füssen. Zuvor (2016) war er Regisseur und Produzent des Musicals Ludwig² im Festspielhaus. Im Jahr 2024 übernahm er die Regie für das Musical Der Brandner Kasper und Zauberflöte – Das Musical. Für die Zauberflöte schrieb Sahler das Buch und führte Regie (Musik: Frank Nimsgern). Außerdem verfasste er das Buch für das Musical Cinderella – Wo drückt der Schuh? (Musik: Ephraim Peise), das 2024 im Festspielhaus uraufgeführt wurde.

## Privates
Benjamin Sahler lebt in Stuttgart und ist alleinerziehender Vater einer Tochter.

## Auszeichnungen
- Förderpreis der Deutschen Bank Stiftung
- Kulturpreis des Landkreises Passau